# Agusta A.101

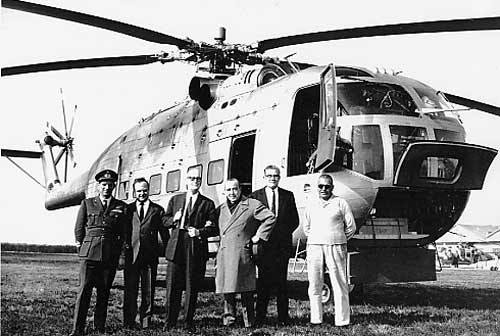
Imagem ilustrativa

O Agusta A.101 (originalmente designado AZ.101) foi um protótipo de helicóptero de transporte desenvolvido na Itália durante a década de 1960. Apesar dos possíveis pedidos de compra das Forças Armadas da Itália, nenhum comprador apareceu e o projeto foi abandonado em 1971.
O A.101 era de configuração convencional com um único rotor, com trem de pouso triciclo e motorizado por três motores turboshaft. A fuselagem possuía uma rampa de carregamento grande na parte traseira e duas grandes portas de correr laterais.
O último estágio no desenvolvimento do A.101 era de aumentar a fuselagem em 3 metros e remotorizar com os mais potentes motores General Electric T58. Isto resultou em uma melhoria marcante na performance, mas no final, o governo Italiano optou pelo SH-3 Sea King, construído pela Agusta sob licença, ao invés de seu próprio design.
O único protótipo construído está preservado no Museo Agusta na Cascina Costa.

## Especificações (A.101G)

### Características Gerais
- Tripulação: dois pilotos
- Capacidade: 36 passageiros ou 5.000 kg (11.025 lb) de carga ou 18 macas e 5 enfermeiros
- Comprimento: 20,19 metros
- Diâmetro do Rotor: 20,40 metros
- Altura: 6,56 metros
- Área do Rotor: 327 metros quadrados
- Peso Básico: 6.850 kg
- Peso Máximo de Decolagem: 12.900 kg
- Motorização: 3x Rolls-Royce Gnome H1400
- Potência: 1.400 hp

### Performance
- Velocidade Máxima: 241 km/h
- Alcance: 402 km
- Teto de Serviço: 4.600 m (15.090 ft)
- Razão de Subida: 2.860 ft/m